# Quneitra, Idlib
Quneitra, Idlib (tiếng Ả Rập: القنيطرة) là một ngôi làng Syria nằm ở Armanaz Nahiyah ở huyện Harem, Idlib. Theo Cục Thống kê Trung ương Syria (CBS), Quneitra, Idlib có dân số 450 trong cuộc điều tra dân số năm 2004.